# Pávlosz Kondídisz
Pávlosz Kondídisz, görögül: Παύλος Κοντίδης (Limassol, 1990. február 11. –) olimpiai ezüstérmes, világbajnok ciprusi vitorlázó.

## Pályafutása
1990. február 11-én született Limassolban. A Limassol Nautical Club versenyzője és laser hajóosztályban versenyzik. Öt olimpián indult. A 2008-as pekingi olimpián 13. helyezett, a 2012-es londoni olimpián ezüstérmes, a 2016-os Rio de Janeiró-i játékokon a hetedik helyen végzett. A 2020-as tokiói olimpián negyedik helyet szerezte meg, míg 2024-ben Párizsban újabb ezüstérmet szerzett. Hazája történetének első két olimpiai érmét szerezte 2012-ben és 2024-ben. A 2016-os olimpia nyitóünnepségén a ciprusi csapat zászlóvivője volt.

## Sikerei, díjai
- Olimpiai játékok – laser
  - ezüstérmes: 2012, 2024
- Világbajnokság – laser
  - aranyérmes (2): 2017, 2018
  - ezüstérmes: 2013, 2022, 2025
  - bronzérmes: 2025